# Paraphidippus basalis
Paraphidippus basalis är en spindelart som först beskrevs av Banks 1904.  Paraphidippus basalis ingår i släktet Paraphidippus och familjen hoppspindlar. Inga underarter finns listade i Catalogue of Life.